# Жестове ім'я

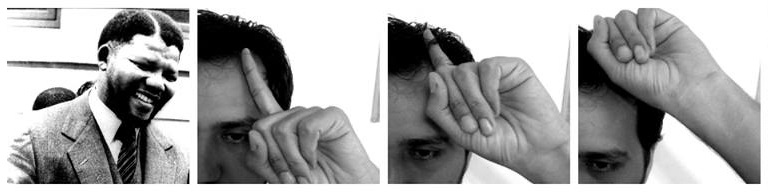
Жестове ім'я Нельсона Мандели

Же́стове ім'я́ (англ. sign name або англ. name sign) — жест, що використовується в спільноті глухих для позначення конкретної людини, що входить в цю спільноту або є релевантною для цієї спільноти історичною особистістю, знаменитістю. Жестове ім'я є специфічною особливістю культури, мовної самобутності глухих та жестової мови. Некоректним є сприйняття жестового імені як "прізвиська" — на відміну від них, жестове ім'я є нейтральним і еквівалентним до паспортних імені та прізвища.

## Утворення
Глухі діти глухих батьків, котрі входять в певну спільноту глухих, як правило, отримують жестове ім'я при народженні або в ранньому дитинстві. Глухі діти чуючих батьків, котрі не входять ні в яку спільноту глухих, можуть отримати жестове ім'я при входженні в спільноту (наприклад, при вступі до спеціалізованого дитячого садка або школи). Таким чином, отримання дитиною жестового імені зміцнює культурно-мовні зв'язки нового індивіда зі спільнотою. Чуючі особи, так чи інакше дотичні до спільноти глухих, отримують жестове ім'я від тих глухих, із якими вони входять у контакт.
Як правило, норми спільнот глухих не передбачають можливості самостійно вигадати собі жестове ім'я або штучно поміняти «немилозвучне», з точки зору носія, ім'я. В однієї й тієї ж людини (як глухої, так і чуючої) може бути декілька жестових імен, що використовуються, наприклад, в різних спільнотах і відображають різні аспекти ідентичності; також жестове ім'я може змінюватися протягом життя.
Механізми утворення жестового імені мають свої особливості в культурах глухих та жестових мовах різних країн. В спільноті глухих України джерела утворення жестового імені можна розподілити на такі категорії:
- дактильне — використання дактилем на основі паспортного імені. Може складатися як із однієї дактилеми, що позначає першу літеру прізвища (жестове ім'я В. Януковича — дактилема Я), двох дактилем, що позначають перші літери імені та по-батькові особи (наприклад, Володимир Михайлович — жестове ім'я ВМ; Світлана Вікторівна — жестове ім'я СВ);
- аналогове — використання жестової одиниці, що є аналогом слова, від якого походить паспортне прізвище (наприклад, Ребров — РЕБРА, Мєдвєдєв — ВЕДМІДЬ);
- асоціативне — ґрунтується на певній асоціації до паспортного прізвища (наприклад, Котельська — КІТ або КОТЛЕТА);
- якісне — характеризує певні особисті (приписувані) якості;
- поведінкове — характеризує певні елементи невербальної поведінки;
- зовнішнісне — характеризує певні елементи зовнішності, аксесуари (наприклад, жестове ім'я голови УТОГ Ю. Максименка (носить квадратні окуляри) — жест, що позначає КВАДРАТНІ ОКУЛЯРИ; жестове ім'я В. Марущака (високий на зріст) — ВИСОКИЙ);
- біографічне — базується на певних (випадкових чи стійких) фактах біографії, або відповідає займаній посаді (наприклад, в школах для глухих дітей директор школи почасти має жестове ім'я ДИРЕКТОР);
- спадкове — жестове ім'я успадковується від близьких родичів (наприклад, жестове ім'я Н. Іванюшевої було успадковане нею від батька).

## Використання
При знайомстві або представленні людина, як правило, називає як своє паспортне ім'я (дактилюючи його), так і жестове ім'я. Важливою відмінністю жестового імені від звукового імені є те, що жестове ім'я використовується тільки для референції (як правило, до відсутньої в полі зору мовця особи), але не для особистого звернення. Також, використання жестового імені в процесі перекладу жестовою мовою не тільки точно ідентифікує особу, про яку йдеться, а й економить час, який знадобився б для дактилювання паспортного імені.